# Ribeirópolis (ort)
Ribeirópolis är en ort i Brasilien.   Den ligger i kommunen Ribeirópolis och delstaten Sergipe, i den östra delen av landet, 1 300 km nordost om huvudstaden Brasília. Ribeirópolis ligger 239 meter över havet och antalet invånare är 11 214.
Terrängen runt Ribeirópolis är platt. Närmaste större samhälle är Itabaiana, 16,2 km söder om Ribeirópolis.
Omgivningarna runt Ribeirópolis är huvudsakligen savann. Runt Ribeirópolis är det ganska tätbefolkat, med 111 invånare per kvadratkilometer.